# رینارتس
رینارتس (به چکی: Rynárec) یک منطقهٔ مسکونی در جمهوری چک است که در ناحیه پلهریموو واقع شده‌است. رینارتس ۵٫۹۷ کیلومتر مربع مساحت و ۵۸۲ نفر جمعیت دارد و ۵۱۸ متر بالاتر از سطح دریا واقع شده‌است.